# 웨이 오브 더 건
《웨이 오브 더 건》(영어: The Way of the Gun)은 미국에서 제작된 크리스토퍼 매쿼리 감독의 2000년 네오웨스턴 하이스트 액션 스릴러 영화이다. 라이언 필리피, 베니시오 델토로 등이 출연하였고, 케네스 코킨 등이 제작에 참여하였다.

## 출연진
- 라이언 필리피
- 베니시오 델토로
- 줄리엣 루이스
- 제임스 칸
- 테이 디그스
- 니키 캣
- 제프리 루이스
- 딜런 커스먼
- 스콧 윌슨
- 크리스틴 리먼

## 기타 제작진
- 공동 제작: 러셀 D. 마코위츠
- 배역: 린 크레슬, 케이트 프러개스티스
- 미술: 마이아 제이번
- 의상: 헤더 닐리 매쿼리, 제너비브 티럴